# Lautaro Díaz
Lautaro Ariel Díaz (Buenos Aires, 21 de maio de 1998) é um futebolista argentino que atua como atacante. Atualmente, joga pelo Cruzeiro.

## Carreira

### Estudiantes de Buenos Aires
Base e Profissional
Oriundo de Buenos Aires e filho de Roberto "Ropero" Díaz, atleta que destacou-se nas décadas de 70 e 80 pelo Racing, Lautaro iniciou e terminou sua formação no Estudiantes de Buenos Aires, onde fez sua estreia profissional em 8 de maio de 2019 na derrota por 2–1 sobre o All Boys, em jogo Primera B Metropolitana. Participou da campanha onde o clube conseguiu o acesso à Primera B de 2018–19, ao terminar em terceiro lugar.
Ao todo, Lautaro participou de 23 partidas com a camisa do Estudiantes de Buenos Aires, tendo marcado dois gols.

### Villa Dálmine
2021
Em junho de 2021, foi anunciado o seu empréstimo ao Villa Dálmine, da Segunda Divisão. Rapidamente tornou-se titular na equipe, tendo marcado um gol em 16 jogos em sua primeira temporada pela equipe.
2022
Na sua segunda temporada, Lautaro obteve mais destaque ainda, fazendo seis gols em 15 partidas, incluindo um hat-trick na vitória por 4–0 sobre o San Telmo.
Ao todo, Lautaro fez 31 jogos pela Viola, marcou sete gols e distribuiu cinco assistências.

### Independiente del Valle
2022
Na metade da temporada, em 14 de junho, Lautaro foi anunciado pelo Independiente del Valle por empréstimo junto ao Estudiantes com opção de compra ao final. Fez sua estreia pelo clube em 30 de junho, na vitória de 2–1 sobre o Lanús na partida de ida das oitavas de final da Copa Sul-Americana.
Lautaro participou ativamente da campanha campeã do time equatoriano na Sul-Americana de 2022, atuando em seis partidas e sendo o artilheiro da equipe no torneio com cinco gols, além de ficar em terceiro no ranking de artilharia geral, inclusive tendo feito um dos gols na vitória de 2–0 sobre o São Paulo na final, além de dar uma assistência para Lorenzo Faravelli fazer o outro tento. Também foi eleito para a seleção do torneio, junto com outros cinco companheiros de time.
Em 9 de novembro, foi anunciado que o Del Valle adquiriu-o em definitivo comprando 60% de seu passe.
2023
Fez dois gols na vitória de virada sobre o Corinthians em 3 de maio, pela 3ª rodada da fase de grupos da Libertadores. No dia 19 de julho, Lautaro fez o gol do Independiente no empate de 1–1 com o Sevilla na primeira edição do Desafio de Clubes, resultado que levou para as penalidades, onde o time equatoriano acabou derrotado por 4–1.
2024
Com oito jogos e três gols marcados na temporada de 2024, em junho foi anunciado sua transferência para o Cruzeiro.
Encerrou sua passagem pelo Independiente del Valle tendo participado de 62 partidas, marcado 18 gols e ainda tendo distribuído oito assistências. Ao todo, Lautaro conquistou 4 títulos com a camisa do Independiente.

### Cruzeiro
2024
Em 11 de junho, o Cruzeiro anunciou que havia chegado num acordo com o Independiente por Díaz. Em 1° de julho, foi anunciado oficialmente como novo reforço do clube Celeste, com o valor da transferência sendo anunciado em 3 milhões de dólares (cerca de 16 milhões de reais) por 70% dos direitos econômicos do atleta, em um contrato válido até o fim de 2028.
Fez sua estreia pelo Cruzeiro no dia 13 de julho, contra o Red Bull Bragantino, em partida do Campeonato Brasileiro. Marcou seu primeiro gol pelo Cruzeiro no dia 27 de julho, em uma vitória por 3–0 diante da equipe do Botafogo, em partida do Campeonato Brasileiro.
Foi às redes novamente na partida contra o Libertad, pela Sul-Americana, no Mineirão.
No fim da temporada com diversas lesões no time, Lautaro ganhou inúmeras oportunidades como titular no time comandado por Fernando Diniz.

#### 2025
Estreou na temporada na vitória sobre o Tombense na estreia do Mineiro. Marcou o gol de empate contra o Betim, pela terceira rodada do Mineiro em 25 de janeiro no Mineirão.

## Estatísticas
Atualizadas até 20 de setembro de 2024.
| Clube             | Temporada         | Campeonato nacional | Campeonato nacional | Campeonato nacional | Copa nacional[a] | Copa nacional[a] | Copa nacional[a] | Competições continentais[b] | Competições continentais[b] | Competições continentais[b] | Outros torneios[c] | Outros torneios[c] | Outros torneios[c] | Total | Total | Total   |
| Clube             | Temporada         | Jogos               | Gols                | Assist.             | Jogos            | Gols             | Assist.          | Jogos                       | Gols                        | Assist.                     | Jogos              | Gols               | Assist.            | Jogos | Gols  | Assist. |
| ----------------- | ----------------- | ------------------- | ------------------- | ------------------- | ---------------- | ---------------- | ---------------- | --------------------------- | --------------------------- | --------------------------- | ------------------ | ------------------ | ------------------ | ----- | ----- | ------- |
| CA Estudiantes    | 2019              | —                   | —                   | —                   | 2                | 0                | 0                | —                           | —                           | —                           | —                  | —                  | —                  | 2     | 0     | 0       |
| CA Estudiantes    | 2020              | 7                   | 0                   | 0                   | —                | —                | —                | —                           | —                           | —                           | —                  | —                  | —                  | 7     | 0     | 0       |
| CA Estudiantes    | 2020—21           | 14                  | 2                   | 0                   | —                | —                | —                | —                           | —                           | —                           | —                  | —                  | —                  | 14    | 2     | 0       |
| CA Estudiantes    | Total             | 21                  | 2                   | 0                   | 2                | 0                | 0                | —                           | —                           | —                           | —                  | —                  | —                  | 23    | 2     | 0       |
| Villa Dálmine     | 2021              | 16                  | 1                   | 2                   | —                | —                | —                | —                           | —                           | —                           | —                  | —                  | —                  | 16    | 1     | 2       |
| Villa Dálmine     | 2022              | 15                  | 6                   | 3                   | —                | —                | —                | —                           | —                           | —                           | —                  | —                  | —                  | 15    | 6     | 3       |
| Villa Dálmine     | Total             | 31                  | 7                   | 5                   | —                | —                | —                | —                           | —                           | —                           | —                  | —                  | —                  | 31    | 7     | 5       |
| Ind. del Valle    | 2022              | 11                  | 0                   | 3                   | 4                | 3                | 1                | 6                           | 5                           | 1                           | —                  | —                  | —                  | 21    | 8     | 5       |
| Ind. del Valle    | 2023              | 23                  | 4                   | 1                   | —                | —                | —                | 7                           | 3                           | 2                           | 3                  | 0                  | 0                  | 33    | 7     | 3       |
| Ind. del Valle    | 2024              | 5                   | 0                   | 0                   | —                | —                | —                | 3                           | 3                           | 0                           | —                  | —                  | —                  | 8     | 3     | 0       |
| Ind. del Valle    | Total             | 39                  | 4                   | 4                   | 4                | 3                | 1                | 16                          | 11                          | 3                           | 3                  | 0                  | 0                  | 62    | 18    | 8       |
| Cruzeiro          | 2024              | 8                   | 1                   | 0                   | —                | —                | —                | 3                           | 1                           | 0                           | —                  | —                  | —                  | 11    | 2     | 0       |
| Cruzeiro          | 2025              | -                   | -                   | -                   | -                | -                | -                | -                           | -                           | -                           | 2                  | 1                  | 0                  | 2     | 1     | 0       |
| Cruzeiro          | Total             | 8                   | 1                   | 0                   | —                | —                | —                | 3                           | 1                           | 0                           | —                  | —                  | —                  | 13    | 3     | 0       |
| Total na carreira | Total na carreira | 99                  | 14                  | 9                   | 6                | 3                | 1                | 19                          | 12                          | 3                           | 3                  | 0                  | 0                  | 129   | 30    | 13      |

- a. ^ Jogos da Copa da Argentina, Copa do Equador e Copa do Brasil
- b. ^ Jogos da Copa Libertadores e Copa Sul-Americana
- c. ^ Jogos da Recopa Sul-Americana, Super Copa do Equador e Campeonato Mineiro

## Títulos

#### Independiente del Valle
- Copa Sul-Americana: 2022
- Copa do Equador: 2022
- Recopa Sul-Americana: 2023
- Supercopa do Equador: 2023

### Prêmios individuais
- Seleção da Copa Sul-Americana de 2022